# 汉内洛蕾·布伦纳
汉内洛蕾·布伦纳（德語：Hannelore Brenner，1963年6月21日—），德国女子马术运动员。她曾代表德国参加2004年、2008年和2012年夏季残疾人奥林匹克运动会马术比赛，获得四枚金牌和三枚银牌。